# Noir nórdico

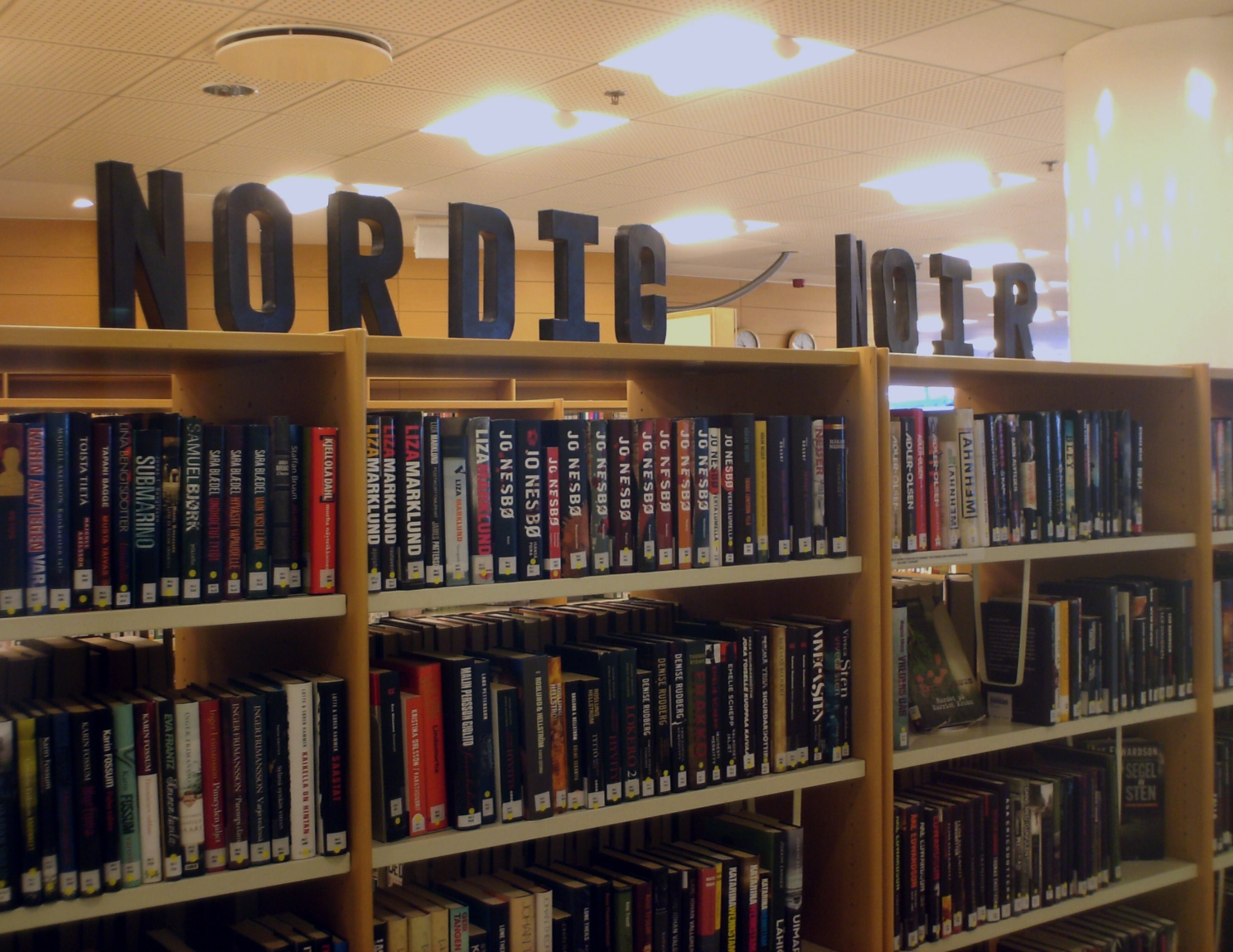
Uma coleção de Noir nórdico em uma livraria em Helsinki incluindo trabalhos de Liza Marklund e Jo Nesbø.

Noir nórdico é um gênero literário de romance policial escrito do ponto de vista da polícia. A escrita é clara e evita o uso de metáforas, a ambientação é normalmente cinza e gélida, com um clima pesado e moralmente complexo. O gênero retrata a tensão entre a suposta sociedade calma dos países nórdicos, e o assassinato, misoginia, estupro, e racismo velado. Se diferencia do "quem matou?" e de mistérios de assassinatos ingleses. Com normalmente uma protagonista feminina, a popularidade do gênero se estendeu para filmes e televisão, como The Killing e sua adaptação americana, Marcella e The Bridge e sua adaptação franco-britânica e americana..

## Origens
A maioria dos comentaristas concorda que o gênero foi estabelecido como gênero literário na década de 1990; O escritor sueco Henning Mankell, que às vezes é chamado de "o pai dos noir nórdicos", observa que a série de romances Martin Beck de Maj Sjöwall e Per Wahlöö "rompeu com as tendências anteriores da ficção policial" e foi pioneira em um novo estilo: "Eles foram influenciados e inspirados pelo escritor americano Ed McBain. Eles perceberam que havia um enorme território inexplorado no qual romances policiais poderiam formar a estrutura para histórias contendo crítica social." Kerstin Bergman observa que "o que fez os romances de Sjöwall e Wahlöö se destacarem da ficção criminal anterior, e o que o tornou tão influente no décadas seguintes, foi, sobretudo, a inclusão consciente de uma perspectiva crítica na sociedade sueca".
Os livros de Henning Mankell sobre Kurt Wallander tornaram o gênero um fenômeno de massa na década de 1990. Os livros da autora norueguesa Karin Fossum sobre o inspetor Sejer também foram altamente influentes e amplamente traduzidos. Frøken Smillas fornemmelse for sne do escritor Peter Høeg foi "extremamente influente" como o verdadeiro progenitor da "Nova Onda Escandinava" e ao situar sua heroína contra-intuitiva em Copenhague e na Groenlândia, inaugurou a corrente do crime ficcional escandinavo.
Um crítico opina que "a ficção policial nórdica tem uma posição mais respeitável... do que a ficção de um gênero similar produzida na Grã-Bretanha ou nos Estados Unidos". e estilo de escrita direta sem metáfora. Os romances são geralmente policiais processuais, e centram-se no trabalho monótono e cotidiano da polícia, embora nem sempre envolvam a investigação simultânea de vários crimes. Os exemplos incluem The Girl with the Dragon Tattoo da série Millennium de Stieg Larsson, a série policial com o personagem Kurt Wallander de Henning Mankell e os romances com o personagem Martin Beck de Maj Sjöwall e Per Wahlöö.

## Noir nórdico na televisão
O termo Noir nórdico também pode ser aplicado para filmes e séries de televisão, tanto adaptações de livros ou roteiros originais, como a Série Millennium e The Killing.

## Autores
Autores que contribuíram na criação e consolidação de gênero Noir nórdico incluem:

### Dinamarqueses
- Jussi Adler-Olsen
- Leif Davidsen
- Peter Høeg
- Michael Larsen (escritor)

### Finlandeses
- Leena Lehtolainen
- Reijo Mäki
- Mikko Porvali
- Matti Rönkä

### Islandeses
- Arnaldur Indriðason
- Yrsa Sigurðardóttir
- Ragnar Jónasson

### Noruegueses
- Kjell Ola Dahl
- Karin Fossum
- Anne Holt
- Jørn Lier Horst
- Hans Olav Lahlum
- Jo Nesbø
- Pernille Rygg
- Gunnar Staalesen

### Suecos
- Jan Arnald (Arne Dahl)
- Karin Alvtegen
- Majgull Axelsson
- Annika Bryn
- LiseLotte Divelli
- Åke Edwardson
- Kerstin Ekman
- Kjell Eriksson
- Mari Jungstedt
- P. C. Jersild
- Mons Kallentoft
- Robert Karjel
- Camilla Läckberg
- Jens Lapidus
- Åsa Larsson
- Stieg Larsson
- Göran Lundin
- Henning Mankell
- Liza Marklund
- Håkan Nesser
- Leif GW Persson
- Maj Sjöwall and Per Wahlöö
- Johan Theorin
- Helene Tursten